# ابوالعباس لوکری
ابوالعباس لوکری فیلسوف ایرانی و از شاگردان مکتب فلسفی ابن سینا است، که در زنجیره تاریخ فلسفه اسلامی جایگاه مهمی دارد.

## زندگی‌نامه
ابوالعباس فضل بن محمّد لوکری (لوگری) مرورودی فیلسوف بزرگ سده‌های پنجم و ششم است. خیام، خازنی و سنایی و غزالی هم‌روزگاران او اند. او شاگرد بهمنیار بود و به این ترتیب با یک میانجی با حکمت ابن سینا آشنا شده‌است. تاریخ تولد او دانسته است، اما در فهرستی که برای التعلیقات ابن سینا فراهم آورده است، انجام آن را سال ۵۰۳ ثبت کرده‌است. لوکری ادیب نیز بوده‌است و اشعاری به فارسی و عربی از او بر جای مانده‌است.
شهرزوری در نزهة‌الارواح در باره او آورده است:‌ «از شاگردان بهمنیار بود و دانش‌های حکمت بدو در خراسان پراکنده شد. به ریز و درشت دانش‌های حکمی دانا بود. به پیری نابینا شد.»
بیهقی از او نقل کرده‌است: «از افزایش علم و معرفت ناامید شدم پس افزون بر آنچه تحصیل کردم بر علمم افزوده نمی‌شود و به سبب ناتوانی و نابینایی عاجز شدم و به آخرت مشتاق شدم» او این سخن را بارها بر زبان می‌آورد به‌گونه‌ای که شاگردان و اطرافیان او متوجه اشتیاق شدید او به آخرت شدند.

## آثار
مشهورترین اثر لوکری کتاب بیان الحق بضمان الصدق است که در تهران و نیز در مالزی چاپ شده‌است. او در این گردایه بنا بر مبانی فلسفه مشا نخست به منطق، سپس به طبیعیات و سوم به الاهیات پرداخته است و رساله‌ای در اخلاق و قصیده ای در حکمت با شرح فارسی اش و دیوان شعری نیز داراست. بیان الحق یک بار در تهران و سپس در مالزی با تحقیق دکتر سید ابراهیم دیباجی توسط مؤسسه بین‌المللی اندیشه و تمدن اسلامی مالزی چاپ شده‌است.

## درگذشت
لوکری در مرو و در سال های آغازین سده ۶ قمری درگذشت.